# Yasutaka Uchiyama
Yasutaka Uchiyama (Japans: 内山 靖崇, Uchiyama Yasutaka) (Sapporo, 5 augustus 1992) is een Japanse tennisspeler. Hij heeft nog geen ATP-toernooien in het enkelspel, maar kon wel al één dubbelspeltitel op zijn naam schrijven.

## Palmares

### Palmares enkelspel
| Gewonnen challengers |                   |              |               |             |               |
| 1.                   | 26 februari 2017  | Kyoto        | Hardcourt (i) | Blaž Kavčič | 6-3, 6-4      |
| 2.                   | 4 maart 2018      | Yokohama     | Hardcourt     | Tatsuma Ito | 2-6, 6-3, 6-4 |
| 3.                   | 9 september 2018  | Zhangjiagang | Hardcourt     | Jason Jung  | 6-2, 6-2      |
| 4.                   | 15 september 2019 | Shanghai     | Hardcourt     | Di Wu       | 6-4, 7-6(4)   |
| 5.                   | 20 oktober 2019   | Ningbo       | Hardcourt     | Steven Diez | 6-1, 6-3      |

### Palmares dubbelspel
| Nr.                  | Datum            | Toernooi | Ondergrond    | Partner          | Tegenstanders in finale                   | Score          | Details |
| -------------------- | ---------------- | -------- | ------------- | ---------------- | ----------------------------------------- | -------------- | ------- |
| Gewonnen finales     |                  |          |               |                  |                                           |                |         |
| 1.                   | 8 oktober 2017   | Tokio    | Hardcourt     | Ben McLachlan    | Jamie Murray Bruno Soares                 | 6-4, 7-6(1)    | Details |
| Gewonnen challengers |                  |          |               |                  |                                           |                |         |
| 1.                   | 26 januari 2014  | Maui     | Hardcourt     | Denis Kudla      | Daniel Kosakowski Nicolas Meister         | 6-3, 6-2       |         |
| 2.                   | 23 november 2014 | Toyota   | Tapijt (i)    | Toshihide Matsui | Bumpei Sato Tsung-Hua Yang                | 7-6(6), 6-2    |         |
| 3.                   | 12 november 2017 | Kobe     | Hardcourt (i) | Ben McLachlan    | Jeevan Nedunchezhiyan Christopher Rungkat | 4-6, 6-3, 10-8 |         |

## Resultaten grote toernooien
| Legenda | Legenda                          |
| ------- | -------------------------------- |
| g.t.    | geen toernooi gehouden           |
| l.c.    | lagere categorie                 |
| –       | niet deelgenomen                 |
| G       | uitgeschakeld in de groepsfase   |
| 1R      | uitgeschakeld in de eerste ronde |
| 2R      | uitgeschakeld in de tweede ronde |
| 3R      | uitgeschakeld in de derde ronde  |
| 4R      | uitgeschakeld in de vierde ronde |
| KF      | uitgeschakeld in de kwartfinale  |
| HF      | uitgeschakeld in de halve finale |
| F       | de finale verloren               |
| W       | het toernooi gewonnen            |
| w-v     | winst/verlies-balans             |

### Enkelspel
| grandslamtoernooien  |    |      |    |
| Australian Open      | –  | 1R   | 1R |
| Roland Garros        | –  | 1R   | 1R |
| Wimbledon            | 1R | g.t. | 1R |
| US Open              | –  | 1R   |    |
| ATP Masters 1000     |    |      |    |
| Indian Wells         | –  | g.t. |    |
| Miami                | –  | g.t. | 2R |
| Monte Carlo          | –  | g.t. | –  |
| Madrid               | –  | g.t. | –  |
| Rome                 | –  | –    | –  |
| Montreal/Toronto     | –  | g.t. |    |
| Cincinnati           | –  | –    |    |
| Shanghai             | –  | g.t. |    |
| Parijs               | –  | –    |    |
| statistieken         |    |      |    |
| totaal aantal titels | 0  | 0    | 0  |
| eindejaarsranking    | 81 | 104  |    |

### Dubbelspel
| grandslamtoernooien  |     |      |   |
| Australian Open      | –   | 1R   | – |
| Roland Garros        | –   | –    | – |
| Wimbledon            | 1R  | g.t. | – |
| US Open              | –   | –    |   |
| statistieken         |     |      |   |
| totaal aantal titels | 0   | 0    | 0 |
| eindejaarsranking    | 180 | 486  |   |